# Besnate

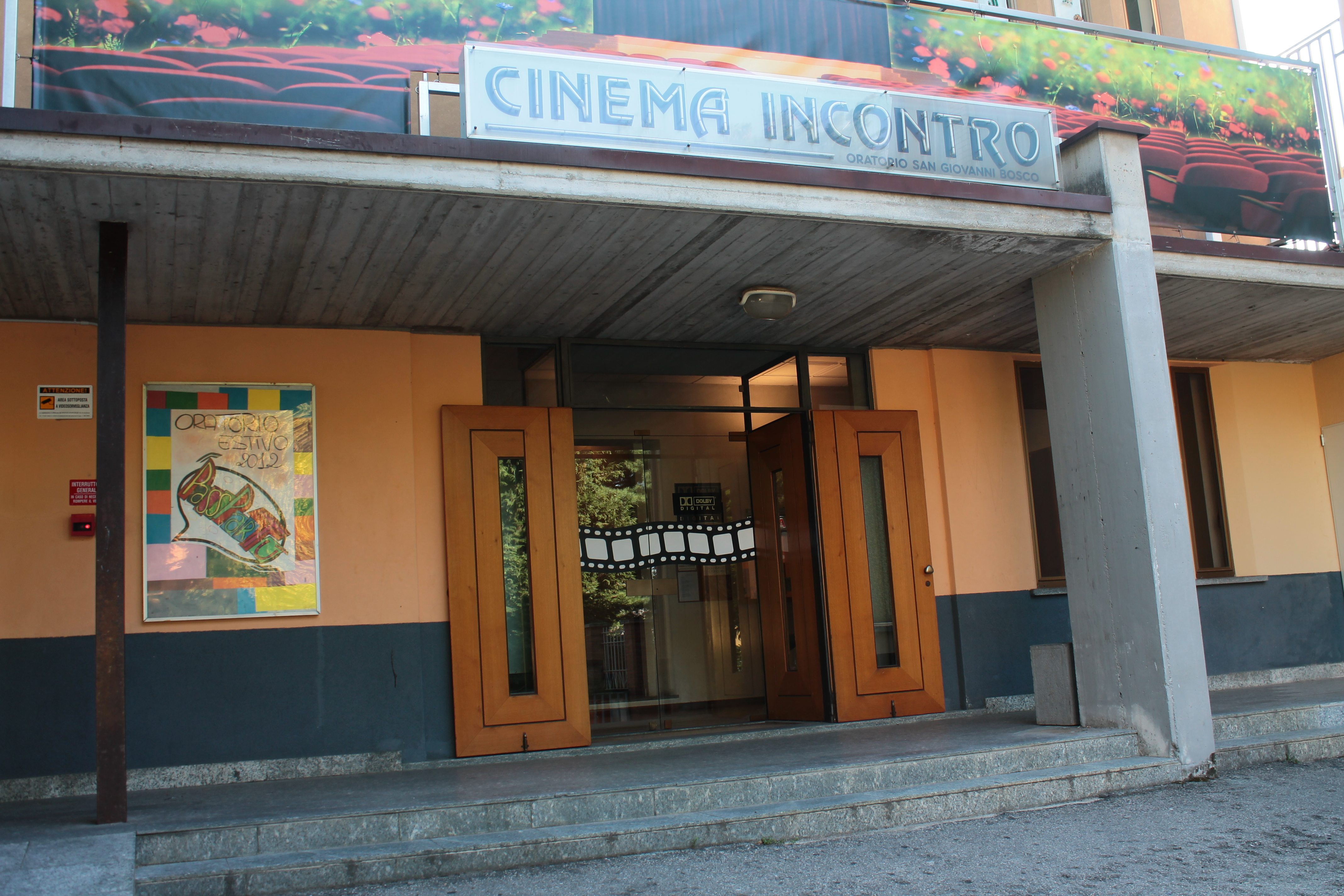
Kino Incontro

Besnate ist eine italienische Gemeinde (comune) in der Provinz Varese in der Region Lombardei.

## Geographie
Die Gemeinde liegt etwa 13,5 Kilometer südsüdwestlich von Varese am Parco naturale lombardo della Valle del Ticino und bedeckt eine Fläche von 7,68 km². Zu Besnate gehöre die Fraktionen Buzzano und Centenate. Nachbargemeinden sind Arsago Seprio, Cavaria con Premezzo, Gallarate, Jerago con Orago, Mornago und Sumirago.
Nordwestlich vom Ortskern Besnates liegt in etwa einem Kilometer Entfernung das archäologische Grabungsfeld Lagozza di Besnate.

## Geschichte
Die Ortschaft Besnate, die in den Statuten der Straßen und Gewässer des Contado di Milano von 1346 als Besnà bezeichnet wird und zur Pieve von Gallarate gehört, war eine der Gemeinden, die zur Instandhaltung der Straße von Rho beitrugen (1346). In den Registern des Estimo (Grundbuch) des Herzogtums Mailand von 1558 und den nachfolgenden Aktualisierungen im 18. Jahrhundert war Besnate noch in derselben Pieve enthalten. Nach den Antworten des Zweiten Volkszählungsrates auf 45 Fragen im Jahr 1751 war das Gebiet nicht feudalisiert. Die Justiz wurde vom königlichen Richter, dem Vikar von Seprio, Giuseppe Fortunato Bonacina, ausgeübt, vor dessen königlichem Büro oder Strafbank die Konsuln den gewöhnlichen Eid ablegten.
Die Gemeinde unterstand auch dem Feudalrichter Stefano Omazino, der in Mailand residierte und dem jährlich 24 Lire als Gehalt gezahlt wurden, zuzüglich 7 Lire für die Hilfe, die er oder sein Leutnant bei der Salzverteilung leisteten. Besnate bestand aus zwei Gemeinden, nämlich der herrschenden Gemeinde und der kleinen Gemeinde des Grafen von Castelbarco, die schon seit langem zersplittert war. Sie hielt nur in Zeiten außerordentlicher Not oder bei den jeweiligen Verteilungen einen allgemeinen Rat ab. Der Rat wurde mit dem Läuten der Glocke auf dem öffentlichen Platz einberufen, wobei der Richter, der Konsul und zwei Bürgermeister anwesend waren. Der Konsul wurde durch eine öffentliche Versteigerung gewählt; die Bürgermeister wurden ernannt, einer durch den Grafen von Castelbarco Visconti und der andere durch die Erben von Frau Ortensia Maderna oder durch ihre Pächter. Es war die Aufgabe der Bürgermeister, die Umlagen und die Erhaltung des öffentlichen Vermögens der Gemeinde zu überwachen.

## Bevölkerung
| Bevölkerungsentwicklung | Bevölkerungsentwicklung | Bevölkerungsentwicklung | Bevölkerungsentwicklung | Bevölkerungsentwicklung | Bevölkerungsentwicklung | Bevölkerungsentwicklung | Bevölkerungsentwicklung | Bevölkerungsentwicklung | Bevölkerungsentwicklung | Bevölkerungsentwicklung | Bevölkerungsentwicklung | Bevölkerungsentwicklung |
| ----------------------- | ----------------------- | ----------------------- | ----------------------- | ----------------------- | ----------------------- | ----------------------- | ----------------------- | ----------------------- | ----------------------- | ----------------------- | ----------------------- | ----------------------- |
| Jahr                    | 1861                    | 1881                    | 1901                    | 1921                    | 1951                    | 1961                    | 1971                    | 1991                    | 2001                    | 2011                    | 2021                    |                         |
| Einwohner               | 920                     | 1074                    | 1500                    | 1965                    | 2659                    | 3472                    | 4072                    | 4645                    | 4822                    | 5464                    | 5420                    |                         |

## Verkehr
Durch das Gemeindegebiet führt die Autostrada A8 mit einer Ausfahrt. Ferner liegt ein Bahnhof in Besnate an der Bahnstrecke Luino–Mailand.

## Kultur
- Für Filmliebhaber gibt es das Kino Incontro.

## Persönlichkeiten
- Paolo Basso (* 31. Oktober 1966 in Besnate), ein italienisch-schweizerischer Sommelier, Weltmeister 2013, wohnt in Ligornetto[2]